# Michel Motorsport
Michel Motorsport ist ein philippinischer Hersteller von Automobilen.

## Unternehmensgeschichte
Gonzalo Syquia fertigte seit 1977 einzelne Fahrzeuge. 1992 gründete er das Unternehmen in Quezon City und begann industriell mit der Produktion von Automobilen und Kit Cars. Die Markennamen lauten Michel und DC. 2010 kam noch die Marke Gitano dazu.

## Fahrzeuge
Das Unternehmen stellt Nachbildungen klassischer Automobile her. Genannt sind MG TC, MG TF, Lotus Seven, AC Cobra, Porsche 550 und Porsche 356 Speedster der Marke Michel.
Zur Marke DC nennt das Unternehmen den Nachbau des AC Cobra.
Als Gitano wird ein selbst entwickelter Sportwagen vermarktet. Der EGT ist ein optisch eigenständiges zweisitziges Coupé. Zur Wahl steht ein V8-Motor mit 6162 cm³ Hubraum und 430 PS Leistung, aber auch ein Elektromotor, mit dem eine Reichweite von 160 km möglich ist.